# Ruda Lubycka
Ruda Lubycka – kolonia w Polsce położona w województwie lubelskim, w powiecie tomaszowskim, w gminie Lubycza Królewska.
W latach 1975–1998 miejscowość administracyjnie należała do województwa zamojskiego.
Kolonia wchodzi w skład sołectwa Ruda Żurawiecka.
Miejscowością statystyczną dla Rudy Lubyckiej jest Ruda Żurawiecka – łączna liczba ludności w obu miejscowościach według Narodowego Spisu Powszechnego z roku 2011 wynosiła 251 osób,  a w 2021 233 osoby. 
Wierni Kościoła rzymskokatolickiego należą do parafii Matki Bożej Różańcowej w Lubyczy Królewskiej.